# Landstalker
Landstalker: The Treasures of King Nole (ランドストーカー 皇帝の財宝 Randosutōkā: Kōtei no Zaihō?) es un videojuego de acción-aventura y de rol, desarrollado por Climax Entertainment y lanzado para la consola Sega Mega Drive en 1992 en Japón y un año más tarde en otras regiones. Un spin-off titulado Lady Stalker: Challenge from the Past fue lanzado exclusivamente en territorio japonés para la Super Nintendo en 1995. El videojuego Dark Savior de la misma compañía y lanzado en la Sega Saturn es considerado su sucesor espiritual.
Sus personajes principales, Nigel y Friday hacen aparición en Time Stalkers, de la consola Dreamcast.
El videojuego ha sido relanzado en varias oportunidades durante los años posteriores, a través del servicio Consola Virtual de Wii, en 2007. Para PC a través de Steam en 2011 y en la Sega Genesis Mini en 2019, como parte de su catálogo de juegos incorporados. En 2005 se anunció una versión para la PlayStation Portable, pero fue cancelado.

## Jugabilidad
El jugador adopta el papel de Nigel, un cazador de tesoros cuya tarea es encontrar pistas que lo lleven al tesoro de Rey Nole. Esto se logra principalmente viajando a través de áreas al aire libre y mazmorras. Todo el juego y cinemáticas tienen lugar en una vista isométrica.
Desde el comienzo del juego, Nigel puede caminar, saltar, blandir su espada, escalar por cuerdas y escaleras, hablar con numerosos personajes no jugables y recoger y lanzar varios objetos. Salvo algunas pocas excepciones, estas acciones básicas no cambian a lo largo del juego, aunque las armas y armadura de Nigel pueden ser reemplazadas con mejores versiones de las mismas. Existen una variedad de ítems durante el juego, de los cuales la mayoría aumentan o restablecen la salud y el poder de ataque, o son importantes para el argumento y resolver rompecabezas.
Gran parte de las mazmorras y el mundo exterior del juego están repletos de monstruos, la mayoría criaturas de fantasía o mitología, como ogros, esqueletos vivientes, fantasmas, gólems y más. Muchos pueden ser evitados o vencidos para conseguir oro y otros coleccionables, mientras que otros deben ser derrotados necesariamente para avanzar en el argumento y la historia. Muchas trampas y rompecabezas requieren que el jugador salte entre plataformas, presione interruptores y mueva objetos para saltar encima. Las puertas cerradas que detienen el progreso del jugador deben ser desbloqueadas con el uso de llaves o resolviendo los rompecabezas para avanzar más en el juego. Muchas mazmorras y otras áreas tienen un jefe para vencer al final. Los monstruos, rompecabezas y mazmorras aumentan en dificultad a medida que se progresa en el juego.
La salud del jugador es representada por corazones. El nivel máximo puede ser incrementado a través de artículos específicos que pueden ser encontrados en las mazmorras o comprados en las tiendas de cada pueblo. Al jugador no se le impide volver a visitar pueblos y mazmorras anteriores y a menudo es necesario hacerlo para avanzar en la trama.
Hay varias misiones secundarias opcionales que implican ayudar a otros personajes. Nigel puede completar estas tareas para obtener beneficios, como un mayor poder de ataque y usar atajos para viajar a través del mapa más rápido. Esto puede ayudar al jugador, pero no es necesario para completar el juego.

## Recepción
El juego fue revisado en 1995 en Dragon #217 por Jay & Dee en la columna "Eye of the Monitor". Jay le dio al juego 3 de 5 estrellas, mientras que Dee le dio al juego 4 de 5 estrellas. El juego fue elogiado en la revista Megazone, con sede en Australia, donde recibió un 9 sobre 10. El juego recibió una atención extremadamente positiva en la revista GameFan, siendo revisado dos veces, una para la versión de importación, y otra vez para el lanzamiento estadounidense. La revisión de importación le dio un 10 de 10 perfecto, afirmando que era "la acción / RPG perfecta" y que si "este fuera un lanzamiento estadounidense, le daría el juego del año, es así de bueno". Según Next Generation, Landstalker se reunió con aclamación crítica en Japón y fue un importante vendedor de sistemas para Mega Drive allí.
En el Megawards anual de GameFan, Landstalker ganó los premios al Nuevo juego más innovador (Sega) y Mejor acción / RPG, y fue nominado a los premios a la Mejor música (Génesis) y Juego del año. Mega colocó el juego en el n. ° 5 en sus mejores juegos de Mega Drive de todos los tiempos. Gamasutra lo incluyó como un ejemplo de un juego de mundo abierto como parte de su serie Game Design Essentials.